# Groupe de Cairns
Pour les articles homonymes, voir Cairns (homonymie).
Le groupe de Cairns est une organisation internationale créée en août 1986 à Cairns en Australie, réunissant la plupart des pays en développement qui sont agro-exportateurs (exportateurs de biens agricoles).

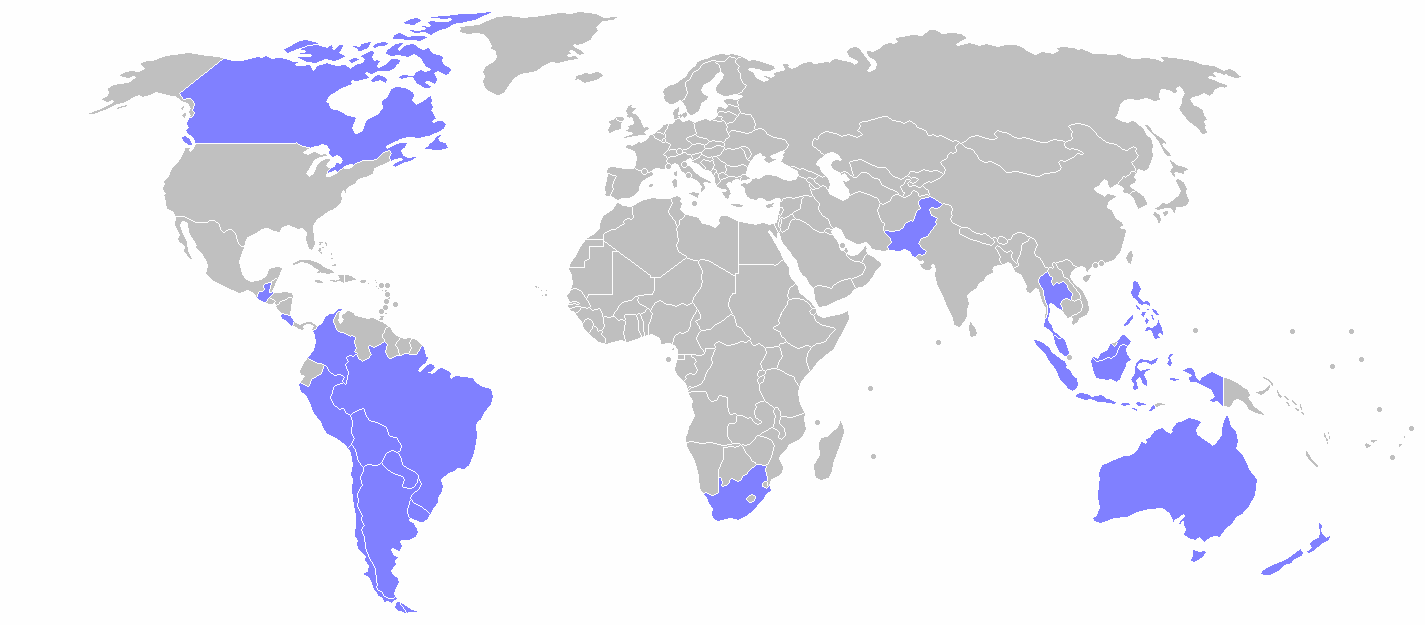
Pays membres du Groupe de Cairns

Il s'agit d'un groupe hétéroclite aussi bien au niveau géographique qu'au niveau économique. Le Groupe de Cairns se compose de 20 pays : Australie, Afrique du Sud, Argentine, Brésil, Colombie, Costa Rica, Bolivie, Canada, Chili, Indonésie, Malaisie, Guatemala, Nouvelle-Zélande, Pakistan, Paraguay, Pérou, Philippines, Thaïlande, Ukraine, Uruguay.
En réaction au protectionnisme persistant de la part de l'Union européenne (politique agricole commune) et des États-Unis, ces pays se sont réunis pour réussir à libéraliser le marché agricole mondial. Ils se sont illustrés notamment lors du cycle d'Uruguay (1986-1994) du GATT et continuent à travailler ensemble lors des conférences ministérielles de l'OMC, notamment sur le cycle de Doha. Le gouvernement australien préside cette union et coordonne les différentes activités du groupe telles que leurs réunions. En 2004, les membres du groupe de Cairns avaient tenu 26 réunions à l'échelon ministériel depuis 1986. Les réunions ministérielles les plus récentes à cette époque sont celle de San José au Costa Rica, du 23 au 25 février 2004 et celle de Cancún au Mexique, en septembre 2003 pour préparer la conférence ministérielle de Cancún de l'OMC.